# Bernard Simondi

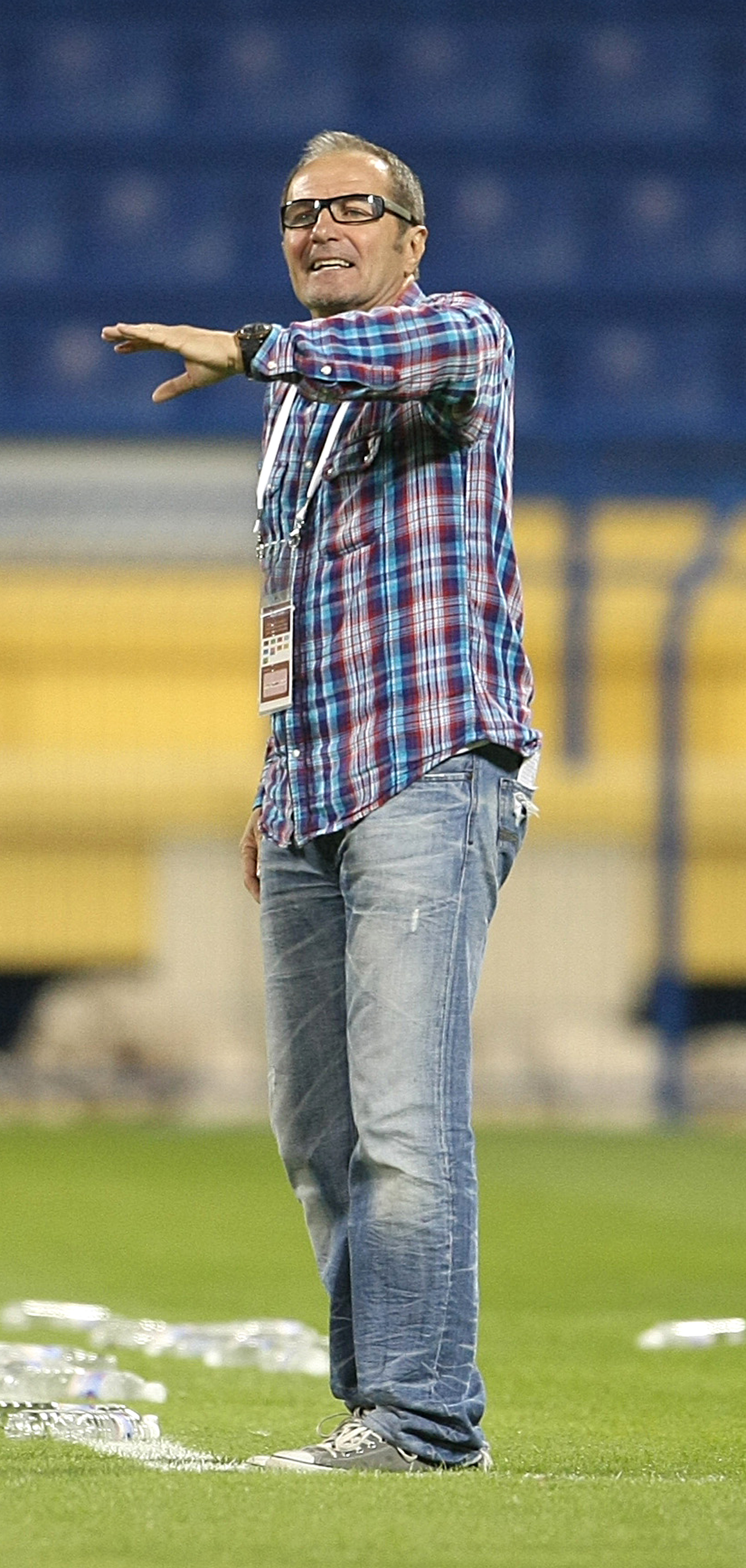

Bernard Simondi (* 28. Juli 1953 in Toulon) ist ein französischer Fußballtrainer und ehemaliger Fußballspieler. Aktuell trainiert er den algerischen Erstligisten JS Saoura.
Von 1972 bis 1985 spielte er als Profi in den ersten beiden französischen Ligen für die Vereine aus Toulon, Stade Laval, FC Tours und den AS Saint-Étienne.
Als Trainer betreute er unter anderem die beninische und die burkinische Nationalmannschaft sowie den tunesischen Verein ES Sahel aus Sousse. Später wurde er Assistenztrainer von Ruud Krol bei  AC Ajaccio in Frankreich.
Im Juli 2015 engagierte er sich für zwei Jahre als Cheftrainer beim algerischen Erstligisten JS Saoura.